# Јосип Јерковић
Јосип Јерковић (Брод, 1. новембар 1959) хрватски је политичар који од 24. новембра 2014. године обавља функцију потпредсједника Републике Српске из реда хрватског народа. По професији је дипломирани инжењер саобраћаја.

## Биографија
Јосип Јерковић је рођен 1. новембра 1959. године у Броду, СР Босна и Херцеговина, СФР Југославија (данас Република Српска, Босна и Херцеговина). По професији је дипломирани инжењер саобраћаја. Предсједник је РО ХДЗ БиХ за Посавину. Од 2000. године до 2010. године вршио је дужност шефа канцеларије за избјеглице у Влади Посавског кантона. Од 2010. године до 2014. године био је предсједник Клуба Хрвата у Вијећу народа Републике Српске. Тренутно обавља функцију потпредсједника Републике Српске на чију дужност је ступио током деветог сазива Народне скупштине Републике Српске 24. новембра 2014. године из реда хрватског народа заједно са Рамизом Салкићем који је изабран као потпредсједник из реда бошњачког народа.

## Породични живот
Ожењен је и отац је троје дјеце.